# Jan van Gemert (schout)
Jan van Gemert ('s-Hertogenbosch ?, 16.. - na 1667) was een Nederlandse schout.

## Bestuurlijke carrière
Van Gemert was schout en secretaris van Deurne van 1663 tot 1667. In laatstgenoemd jaar schaakte hij Agnes van Leefdael, dochter van de Deurnese heer Rogier van Leefdael en vluchtte naar Luik. Hij werd levenslang verbannen en in Deurne opgevolgd door Hendrick van Wintelroy.